# Мартян Віктор Вікторович (футболіст)
Ві́ктор Ві́кторович Мартя́н (20 вересня 1994, Вереміївка, Україна) — український футболіст, нападник футбольного клубу «Кристал».

## Життєпис
Віктор Мартян народився у Вереміївці, що на Черкащині. Вихованець полтавського клубу «Молодь», кольори якого захищав у змаганнях ДЮФЛ протягом 2005–2011 років. У серпні 2012 року уклав угод з одеським «Чорноморцем», однак протягом двох сезонів виступав у юнацькій та молодіжній першостях України.
Влітку 2014 року Мартяна було віддано у оренду до херсонського «Кристала», що виступав у другі лізі. Форварду вдалося непогано проявити себе у матчах чемпіонату та Кубка України і переконати тренерський штаб одеситів повернути його з оренди задля проходження зимових зборів з «Чорноморцем».
3 вересня 2018 року знову став гравцем херсонського «Кристала».

## Статистика виступів
Статистичні дані наведено станом на 16 серпня 2016 року
| Сезон                 | Команда               | Чемпіонат             | Чемпіонат | Чемпіонат | Кубок | Кубок | Кубок | Єврокубки | Єврокубки | Єврокубки | Інші кубки | Інші кубки | Інші кубки | Всього | Всього |
| Сезон                 | Команда               | Змаг.                 | Матчі     | Голи      | Змаг. | Матчі | Голи  | Змаг.     | Матчі     | Голи      | Змаг.      | Матчі      | Голи       | Матчі  | Голи   |
| --------------------- | --------------------- | --------------------- | --------- | --------- | ----- | ----- | ----- | --------- | --------- | --------- | ---------- | ---------- | ---------- | ------ | ------ |
| 2014—2015             | «Кристал» Х           | 2Л                    | 26        | 6         | КУ    | 1     | 1     | —         | —         | —         | —          | —          | —          | 27     | 7      |
| 2015—2016             | «Кристал» Х           | 2Л                    | 19        | 1         | КУ    | 1     | 0     | —         | —         | —         | —          | —          | —          | 20     | 1      |
| 2016—2017             | «Кристал» Х           | 2Л                    | 3         | 0         | КУ    | 1     | 0     | —         | —         | —         | —          | —          | —          | 4      | 0      |
| Всього в «Кристалі» Х | Всього в «Кристалі» Х | Всього в «Кристалі» Х | 48        | 7         |       | 3     | 1     |           | 0         | 0         |            | 0          | 0          | 51     | 8      |
| Всього за кар'єру     | Всього за кар'єру     | Всього за кар'єру     | 48        | 7         |       | 3     | 1     |           | 0         | 0         |            | 0          | 0          | 51     | 8      |